# پلانکتون‌خوار

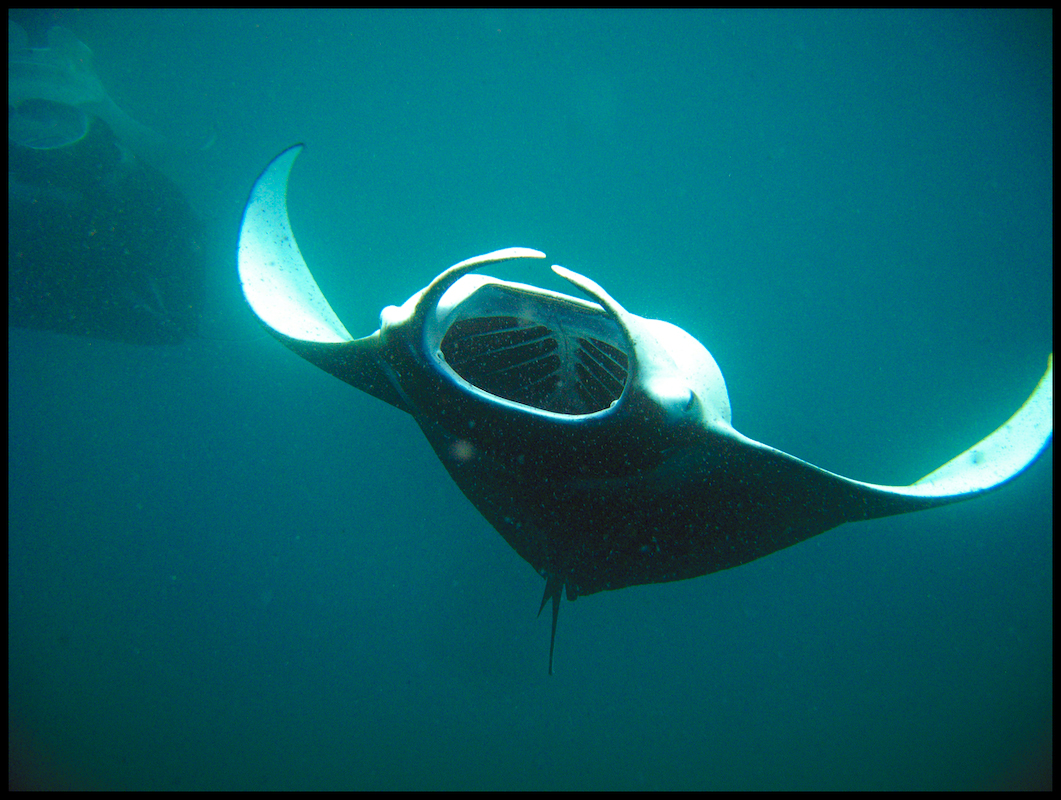
سفره‌ماهی غول‌پیکر یک مصرف‌کننده پلانکتون

پلانکتون‌خوار به موجودی آبزی گفته می‌شود که از غذای پلانکتون از جمله زئوپلانکتون و فیتوپلانکتون تغذیه می‌کند. موجودات پلانکتون خوار طیفی از کوچک‌ترین تا بزرگ‌ترین جانوران چند سلولی سیاره را هم در حال حاضر و هم در میلیاردها سال گذشته در بر می‌گیرند. کوسه آسوده و پاروپایان کوچک دو نمونه از موجودات غول پیکر و میکروسکوپی هستند که از پلانکتون تغذیه می‌کنند. پلانکتون خوار می‌تواند مکانیسم مهمی برای کنترل از بالا به پایین باشد که به آبشارهای تغذیه ای در سیستم‌های آبی و دریایی کمک می‌کند. تنوع فوق‌العاده‌ای از استراتژی‌ها و رفتارهای تغذیه وجود دارد که پلانکتون خوارها برای گرفتن طعمه از آنها استفاده می‌کنند. برخی از آنها از جزر و مد و جریان برای مهاجرت بین مصب و آب‌های ساحلی استفاده می‌کنند. پلانکتون خوارهای آبزی دیگر در دریاچه‌ها یا مخازنی که مجموعه‌های متنوعی از پلانکتون‌ها در آن‌ها وجود دارد، زندگی می‌کنند، یا به صورت عمودی در ستون آب برای جستجوی طعمه مهاجرت می‌کنند. جمعیت آنها می‌توانند بر فراوانی و ترکیب جامعه گونه‌های پلانکتونی از طریق فشار شکارشان تأثیر بگذارند، و مهاجرت پلانکتون خوارها انتقال مواد غذایی بین زیستگاه‌های اعماق دریا و پلاژیک را تسهیل می‌کند.
پلانکتون خوار یک حلقه مهم در سیستم‌های دریایی و آب شیرین است که تولیدکنندگان اولیه را به بقیه زنجیره غذایی متصل می‌کند. از آنجایی که تغییرات آب و هوایی باعث اثرات منفی در سراسر اقیانوس‌های جهانی می‌شود، پلانکتون خوارها اغلب به‌طور مستقیم از طریق تغییرات در شبکه‌های غذایی و در دسترس بودن طعمه تحت تأثیر قرار می‌گیرند. علاوه بر این، شکوفه‌های مضر جلبکی (HABs) می‌توانند تأثیر منفی بر بسیاری از پلانکتون خوارها بگذارند و می‌توانند سموم مضر را از فیتوپلانکتون‌ها، به پلانکتون خوارها و در طول زنجیره غذایی منتقل کنند. به عنوان یک منبع درآمد مهم برای انسان‌ها از طریق گردشگری و استفاده‌های تجاری در شیلات، تلاش‌های بسیاری برای حفاظت در سطح جهانی برای محافظت از این حیوانات متنوع به نام پلانکتون خوارها در حال انجام است.